# Horst Becker (Fußballfunktionär)
Horst Paul Becker (* 6. Juli 1940 in Hamburg-Hamm) ist ein deutscher Fußballfunktionär und Bankier.

## Leben
Becker wuchs als Sohn eines Kochs in Hamburg in der Nähe des Sportplatzes am Rothenbaum auf. Er spielte als Kind Fußball auf der Straße, 1954 trat er in den Hamburger SV ein, um in dem Verein Handball zu spielen. Becker erlangte an der Hamburger Bismarckschule die Mittlere Reife und durchlief eine Banklehre. Beim in Hamburg ansässigen Bankhaus Fischer & Co. wurde er Geschäftsführer.
1982 wurde Becker im Amateurvorstand des HSV Kassenwart. Zwischen 1984 und 1988 war er Schatzmeister des Hamburger SV, ab November 1988 dann stellvertretender Vereinsvorsitzender. Als Ernst Naumann im Januar 1990 als HSV-Präsident zurücktrat, rückte Becker an die Spitze des Vereins. Bestimmt wurde seine Tätigkeit als Vorsitzender des Hamburger SV von der sportlich, wirtschaftlich und personell angespannten Lage, ein wichtiges Ereignis war aber auch die Verpflichtung der beiden DDR-Nationalspieler Thomas Doll und Frank Rohde. Seine Amtszeit endete im November 1990, er stellte sich nicht zur Wiederwahl. In seiner Abschiedsrede auf der Mitgliederversammlung sprach sich Becker für eine Ausgliederung des Profibereichs aus dem Hauptverein sowie eine Umwandlung in eine Kapitalgesellschaft aus. Er bezeichnete seine Amtszeit als „eine schwere Zeit, körperlich, emotional und auch beruflich“.
1996 wurde er als Vertreter der HSV-Amateurabteilung Mitglied des neueingerichteten HSV-Aufsichtsrates, im Februar 2007 wurde er Vorsitzender des Gremiums. Den Vorsitz gab er im Januar 2011 ab und war anschließend noch bis Januar 2013 Aufsichtsratsmitglied.
Becker ist Vater von zwei Töchtern. Mit seiner Frau ist er seit Mitte der 1960er Jahre verheiratet.